# Фёдор Двинятин (команда КВН)
«Фёдор Двиня́тин и СК РОСТРА» (до 2009 года - «Фёдор Двинятин» или ФД) — команда Высшей лиги КВН (2008—2009), представляла Москву и подмосковное Ступино. На Первом канале появилась впервые в качестве участников гала-концерта Сочинского фестиваля КВН в 2007 году. Команда выделялась на фоне большинства известных команд своеобразным стилем, построенном на каламбурах, абсурдности и пластичности игроков. Символом команды является филолог и участник телепрограммы «Что? Где? Когда?» Фёдор Двинятин, в честь которого названа команда.
По словам капитана команды Александра Гудкова, команду решили назвать «Фёдор Двинятин», так как перед её выступлением ещё не было названия, а в жюри КВН сидел Александр Друзь и команда решила, что смешно назвать «Фёдор Двинятин», потому что на разминке вопросы задавать будет Александр Друзь, а отвечать — Фёдор Двинятин.

## Предыстория

### Ступинская половина
Александр и Наталья Гудковы (его старшая сестра) до этого выступали в ступинских командах. В 2000—2002 годах играли за «Ступино» в лиге «Старт», с 2003 года — за «Семейку-2» (были единственными её членами) и «Стихийное бедствие» (команда ступинского филиала МАТИ).

### Московская половина
- Евгений Шевченко выступал за команды МИСиС «ЧерМет» (2003), «Единство непохожих» (2003—2004) и «Гламур» (2005) и второй состав «Севера» из Северодвинска.
- Наталия Медведева и Марина Бочкарёва выступали в 2005 году в команде «Гламур». Бочкарёва впоследствии стала директором команды ФД.
- Андрей Стецюк ранее выступал за «Мегаполис».

Музыку для выступлений команды пишет и подбирает Александр Идиатуллин по кличке «Ослик», который также является для команды большим авторитетом в их творчестве. Авторами шуток являются сами ребята из команды и группа авторов: Сергей Пичелатов, Святослав Белов, Дмитрий Емельяненков, Денис Ртищев, Сергей Тукаев, Алексей Игнашкин.

## История

### Появление в большом КВН
Команда «Фёдор Двинятин» на серьёзном уровне дебютировала в 2006 году. Сначала поучаствовала в ЛАМПе, затем — в Северной лиге КВН, где дошла до финала (здесь первенствовала команда «Сургутнефтегаз»).

### Премьер-лига 2007
На Сочинском фестивале 2007 года команда добилась определённого успеха: попала в телеверсию, показанную Первым каналом и удостоилась права выступать в Премьер-лиге.
Успешно выступив в 1/8, в четвертьфинале команда оказалась на четвёртом месте, при условии, что проходили дальше только первые две, однако жюри дополнительно отобрало их для участия в полуфинале, хотя опередившую их команду «Свои секреты» оставили за бортом сезона. Дойдя до финала, «Фёдор Двинятин» занял последнее, четвёртое место, пропустив вперёд чемпиона «СОК» и разделивших второе-третье место ГУУ и «Байкал».

### Высшая лига 2008

Александр Гудков в образе Валерия Леонтьева поёт со зрителем, «подарившим» ему «Ламборгини» (в роли зрителя — известный кавээнщик из сборной Петербурга Тимофей Куц)

В 2008 году команда «Фёдор Двинятин», несмотря на то, что её выступление не включили в телеверсию Сочинского фестиваля, попала по его результатам в Высшую лигу. В 1/8 заняла третье место, уступив «Станции Спортивной» и «Максимуму», поэтому в следующий раунд прошла только благодаря особому решению жюри.
В первой 1/4 произошёл необычный инцидент. Команда в своём традиционном стиле отыграла конкурс фристайл, где Марина Бочкарёва исполнила припев «Песенки про пять минут» со словами «Барбекю, барбекю! Даже с маленьким IQ можно сделать барбекю!», разминку и СТЭМ, а в конкурсе одной песни было представлено совсем редкое для КВН зрелище. Александр Гудков, пародируя Валерия Леонтьева с его песней «Ты меня не забывай», вышел сначала на ступени сцены, затем ходил вдоль столиков жюри, собирая букеты и общаясь с подсадными зрителями (бывшие игроки сборной Санкт-Петербурга Тимофей Куц и Вячеслав Благодарский), а потом и вовсе ушёл в зал. Остальная команда всё это время оставалась на сцене. Столь же нетрадиционной для КВН оказалась и реакция жюри на творчество команды: Юлий Гусман, уже до этого, в 1/8, небрежно отзывавшийся о «Двитятине», как он сам их назвал по ошибке, подверг сомнению принадлежность этой команды к КВН, за что был освистан публикой. В свою очередь, председатель жюри Константин Эрнст выразил свои сомнения в дальнейших перспективах команды «Александр Бялко» (так он обыграл название команды, используя имя другого известного игрока «Что? Где? Когда?»), если она не перестроится. В это время на глазах у Натальи Гудковой были заметны слёзы, Александр Гудков на время покинул сцену. Позже Александр Масляков позволил себе впервые за много лет прокомментировать прошедшую игру, во многом согласившись с Гусманом в его суждениях о ФД, однако это уже не было показано Первым каналом. В частности, он заявил, что последний номер не более, чем обычная пародия, не заслуживающая такой бурной реакции зала. Во время оглашения окончательных результатов («Фёдор Двинятин» поделил с «Астана.kz» первое место, выбив из дальнейшего розыгрыша турнира действующего чемпиона — «Обычных людей») Гусман объяснялся с командой жестами: приставлял ладони к ушам и крутил пальцем у виска — что, вероятно, означало призыв прислушаться к мнению жюри и подумать на этот счёт. После окончания игры «Двинятины», поклонившись, первыми покидают сцену.
Ответным шагом команды стало выступление на Юрмальском фестивале, частично посвящённое столь резким отзывам членов жюри. В частности, Александром Гудковым была исполнена песня, которая заканчивалась словами: «А Гусман нам поставит „два“, ведь тема в песне не раскрыта». Юлий Соломонович, присутствовавший в жюри, после этих слов улыбнулся.
В полуфинале команда заняла третье место, уступив «СОКу» и «МаксимуМу», и не пройдя в финал, но её участники всё-таки вышли на сцену в итоговой игре того сезона во время музыкального домашнего задания СОКа в компании некоторых других команд лиги — это был один из поворотов выступления, заготовленного «СОКом».

### Высшая лига 2009
По результатам Фестиваля КиВин в Сочи 2009 года команда вновь получила право участвовать в Высшей лиге. Было изменено название: официально команда стала называться «Фёдор Двинятин и СК РОСТРА». Вместо ушедшей в проект канала ТНТ — «Comedy Woman» Натальи Медведевой в команду был приглашён экс-участник команды КВН «Мегаполис» Андрей Стецюк.
11 марта 2009 года в третьей 1/8 Высшей лиги команда «Федор Двинятин СК РОСТРА» заняла таки первое место.
15 апреля прошла вторая 1/4, в которой команда заняла 4-е место (после команд «Триод и Диод», «ПриМа», «СТЭПиКО») и вышла в 1/2.
20 октября 2009 года «ФД» занимает 2-е место во второй 1/2 Высшей лиги 2009, уступив курянам («ПриМа») 0,3 балла. Многие поклонники отмечали сильное выступление и «возвращение» команды к её прежнему стилю, который, как утверждали некоторые критики после 1/4, она «потеряла».
В финал прошли команды «ПриМа» и «Триод и Диод», но все шесть команд из полуфиналов, среди которых была и команда «Федор Двинятин», получили шанс побороться за третью путёвку в финал, которая была разыграна в Спецпроекте КВН-2009 20 ноября 2009 года. Несмотря на то, что по правилам, озвученным Александром Масляковым, в финал выходил единственный победитель Спецпроекта, которым стала команда «Сборная Краснодарского края», Константин Эрнст от лица жюри попросил ведущего разрешить «Фёдору Двинятину» играть в финале. Просьба была одобрена, и в финале «Фёдор Двинятин» завоевал бронзовые медали.
В той же финальной игре имела место продолжение истории взаимоотношений «Федора Двинятина» и Гусмана. Юлий Соломонович со словами «Смотрю на этого мальчика, измождённого, усталого, то ли мальчик, то ли девочка, он сам пока не знает, но он замечательно сыграл эту роль, тяжёлую роль, весь этот сезон и прошлый сезон» подарил Александру Гудкову продуктовую авоську с батоном колбасы, зелёным горошком, банкой шпрот, апельсинами и пачкой сахара.

### После КВН
Несмотря на заявление в финале 2009 года о том, что команда идёт в третий сезон, после фестиваля в Сочи 2010 года «Фёдор Двинятин» официально объявили, что они не идут в КВНовский сезон 2010 года; с тех пор команда в официальных играх КВН не участвовала.
Александр Гудков участвовал в телевизионных программах «Yesterday LIVE», «Смех в большом городе», «Незлобин и Гудков», «Вот такое утро», затем долгое время работал в проекте «Вечерний Ургант». Регулярно появлялся в качестве приглашённого участника в телевизионном шоу «Comedy Woman» (ТНТ). В 2011 и 2016 годах выступал в спецпроектах в составе сборной XXI века и сборной Москвы соответственно. В 2011 году принимал участие в игре первой 1/8 Премьер-лиги КВН в составе команды «Сега Мега Драйв 16 бит», а также в 2012 году в первой 1/2 Премьер-лиги в составе команды «Общага». В 2013 появился в 1/2 Высшей Лиги КВН в приветствии команды «Парапапарам».
Наталия Медведева с 2008 по 2014 год была участницей телевизионной передачи «Comedy Woman». Снималась в рекламе шоколадных конфет «35» и программе «Субботний вечер» на телеканале «Россия-1».
Марина Бочкарёва снялась в одной из серий российского телесериала «Как я встретил вашу маму».
Евгений Шевченко с 2017 года является участником программы «Профилактика» на телеканале Москва 24.

## Награды
По результатам народного голосования, организованного сайтом «КВН для ВСЕХ», участница команды Наталия Медведева была признана КВНщицей 2008 года, Александр Гудков стал вторым в борьбе за звание КВНщика года, а сам коллектив был признан командой — открытием года.
По итогам голосования за 2009 год Александр Гудков стал КВНщиком года, а Марина Бочкарёва стала КВНщицей года.

## Стиль выступлений
В основном юмор команды строится на абсурдных каламбурах, песнях, энергичных танцах. Лидер команды Александр Гудков, которого в одном из выступлений товарищи называют «женоподобным мачо», встаёт в женственные позы, делает женственные движения и говорит с женскими интонациями. Все члены команды шутят над способностями и внешностью друг друга, после каждой шутки пускаются в пляс под песни Юлии Ахоньковой и другие гламурные или весёлые композиции. Танец играет существенную роль в выступлениях ФД, танцы в стилях The Spectacles и Black sea fantasy стали их «визитной карточкой». В выступлениях команда придерживается эмоционального стиля выступления (интонации на повышенных тонах, крики с надрывом голоса).
В качестве миниатюр, среди прочего, демонстрировались ривьеры «Театра экспрессивного мастерства и переигрывания» (сокращённо ТЭМП), а затем «Театра отменной мимики и адской тупости» (сокращённо ТОМАТ), где актёры оправдывают название своих заведений. В домашних заданиях «Фёдор Двинятин» обращалась к классике русской литературы: зрителям были продемонстрированы стилизованные версии пьесы А. П. Чехова «Три сестры» по мотивам сочинения ученицы 7 «А» класса Ани Афонасовой, зарисовки на тему семейства новорожденного А. С. Пушкина (это же выступление игралось годом ранее в финале Северной лиги) и первоначальный вариант сказки «Золушка».

## Другие проекты
С 29 сентября по 3 октября 2008 года участники команды выложили на видеосервис YouTube 5 выпусков проекта «Квартирные новости» под девизом «Мы работаем всё хуже и хуже для того, чтобы Вам было всё лучше и лучше» (аккаунт Ruprikt). Популярности этот проект не снискал.

## Болельщики
В марте 2008 года был создан неофициальный фан-сайт команды, который, по данным статистики amik.ru, являлся третьим по посещаемости (после amik.ru и kvnru.ru) сайтом, посвящённым КВН. Затем команда решила придать сайту статус официального. Позже было принято решение о переводе сайта снова в статус неофициального.
Инцидент с «речью Гусмана» широко обсуждался в блогосфере после телевизионного показа игры 18 апреля и попал на первое место в рейтинге тем, обсуждаемых в блогах, по подсчётам Яндекса.